# Talacsan
Talacsan war ein Volumenmaß für Brennholz auf den Philippinen in den Provinzen Cavite, Pampanga und Zambales.
- 1 Talacsan = 1,7528 Kubikmeter